# Valorguien
Le Valorguien est un faciès culturel de l'Épipaléolithique. Naguère appelé Romanellien provençal, il est homologue de l'Azilien (lamelles à dos courbe) mais s'en distingue notamment par l'absence de harpon. Il a été défini par Max Escalon de Fonton à partir de l'industrie de l'abri de Valorgues, situé sur la commune de Saint-Quentin-la-Poterie.
Il couvre le littoral du Languedoc oriental (site éponyme) et de la Provence occidentale (dans les Bouches-du-Rhône, sites de Saint-Marcel sur la commune de Marseille, de l'abri Cornille et de l'abri Capeau sur la commune d'Istres, de l'abri Arnoux sur la commune de Saint-Chamas et de la Marcouline sur la commune de Cassis) ainsi que le Bas Rhône (site des Granges des Merveilles II sur la commune de Rochefort-du-Gard dans le Gard). On trouve aussi, un peu plus au Sud,  le site du Plaisir à Beauvoisin (Gard).
Le Valorguien est daté des XIIIe et XIIe millénaires av. J.-C. et se situe dans la phase climatique de Bölling-Alleröd.
Il cède ensuite la place au faciès culturel du Montadien.